# Sån e jag
Sån e jag är ett studioalbum av Jimmy Jansson som släpptes den 7 mars 2007. Det placerade sig som högst på nionde plats på den svenska albumlistan.

## Låtlista
1. Överallt
2. Farväl
3. Amanda
4. Hela världen
5. Kan någon säga mig varför
6. Utan ett enda tvivel
7. Unga hjärta
8. Sån e jag
9. Vild och vacker
10. En sång för mig
11. Här är jag

## Listplaceringar
| Lista (2007) | Topplacering |
| ------------ | ------------ |
| Sverige      | 9            |